# Hedschas

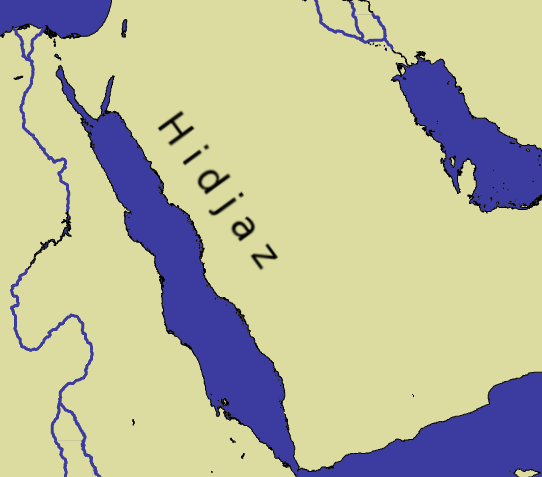
Die Lage des Hedschas auf der arabischen Halbinsel

Die Lage des Hedschas in Saudi-Arabien

Der Hedschas oder Hidschāz (arabisch الحجاز al-Hidschāz, DMG al-Ḥiǧāz) ist eine Gebirgslandschaft im westlichen Saudi-Arabien, in dem die beiden heiligen Stätten des Islams, Mekka und Medina, liegen.

## Geografie
Die Landschaft Hedschas ist 461.111 km² groß und umfasst den nordwestlichen Teil der arabischen Halbinsel bis etwa zum jemenitischen Bergland, in neuerer Zeit oft nur bis zur Grenze der Landschaft ʿAsīr.
Nach Norden ist der Hedschas nicht klar gegen die Schām (Großsyrien mit Jordanien und Palästina) genannte Region abgegrenzt. Im Westen bildet das Rote Meer die natürliche Begrenzung.
Auf der Höhe des Wadi Hamadh beginnt die Landschaft Midian, die oft nicht zum eigentlichen Hedschas gezählt wird und die bis ʿAqaba reicht. Die trockene Küstenebene der Tihama wird ebenfalls häufig nicht zum Hedschas gezählt. Die Abgrenzung nach Osten zum Nedschd (Nedschd heißt Hochland) ist wenig klar.

### Bodengestalt, Klima
Von der Küste des Roten Meers steigt das Gebirge bis auf 2.446 m an, um dann nach Osten langsam abzufallen. Die Niederschläge variieren von Jahr zu Jahr und erreichen maximal 600 mm, im Durchschnitt, je nach Höhenlage, meist nur zwischen 100 und 300 mm. An der Küste wird es im Sommer sehr schwül.

### Gliederung
Der historischen Landschaft Hedschas entspricht heute keine Verwaltungseinheit in Saudi-Arabien.
| Lage | Provinz   | Arabisch | Hauptstadt | Fläche km² | Bevölkerung 2004 1) | Dichte | Gouvernements |
| ---- | --------- | -------- | ---------- | ---------- | ------------------- | ------ | ------------- |
|      | Tabuk     | تبوك     | Tabuk      | 146.072    | 691.517             | 4,7    | 6             |
|      | al-Madina | المدينة  | Medina     | 151.990    | 1.512.076           | 9,9    | 7             |
|      | Makka     | مكة      | Mekka      | 153.128    | 5.797.971           | 37,9   | 12            |
|      | al-Baha   | الباحة   | al-Baha    | 9.921      | 377.739             | 38,1   | 7             |

## Bevölkerung
Im Hedschas leben über sechs Millionen Menschen, überwiegend sunnitische Araber. Unter der arabischen Bevölkerung der Region ist Hiǧāzi, ein eigentümlicher Dialekt des Arabischen, verbreitet. Die bedeutendsten Städte sind Mekka, Medina, Dschidda, Ta'if, Tabuk, Yanbu, al-Wadschh und Rabigh.

## Wirtschaft
Durch das Wüstenklima ist nur Beduinenwirtschaft und in wenigen Oasen Landwirtschaft möglich. Der Handel spielt traditionell eine wichtige Rolle. Auch die jährliche Pilgerfahrt (Haddsch) ist ein bedeutender Wirtschaftsfaktor.

## Geschichte

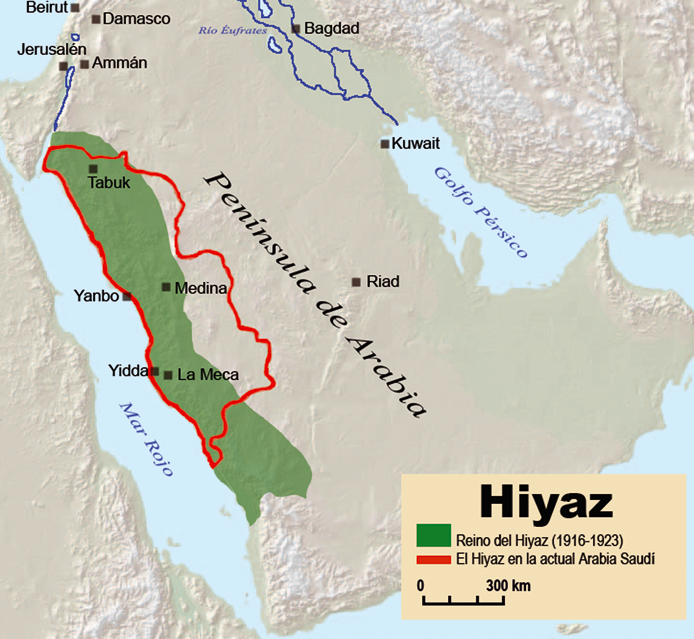
Historische Grenzen (1916–1923) in grün, heutiges Gebiet in Saudi-Arabien in rot

Der Hedschas war im 7. Jahrhundert unter Mohammed der Ausgangspunkt des Islams, der sich nach der Gründung des Kalifats über weite Teile des Nahen Osten und Nordafrikas ausdehnte. Allerdings verlor das Land schon sehr bald seine politische Bedeutung, als die Umayyaden 661 ihre Residenz nach Damaskus verlegten. Ab dem späten 10. Jahrhundert wurde der Hedschas von den Scherifen von Mekka beherrscht, die nacheinander die Oberherrschaft verschiedener muslimischer Dynastien anerkannten, so der Fatimiden, Ayyubiden und Mamluken. 1517 übernahmen die Osmanen die Oberherrschaft. In der zweiten Hälfte des 19. Jahrhunderts versuchten sie den Hedschas stärker unter ihre Kontrolle zu bringen und bildeten dafür zunächst das aus dem Habeş Eyaleti hervorgegangenen Eyâlet Dschidda, aus dem nach der Vilâyet-Reform ab 1867 die neue Provinz Hedschas. Auch der Bau der Hedschasbahn diente diesem Zweck. Am Vorabend des Ersten Weltkrieges wurde der Sandschak Medina als unabhängiger Sandschak ausgegliedert und direkt der Zentralregierung unterstellt.
Hussein ibn Ali, seit 1908 Großscherif von Mekka, begann während des Ersten Weltkrieges 1916 mit dem Aufstand gegen die Osmanen, bei dem er von Lawrence von Arabien und Großbritannien unterstützt wurde. Allerdings wurden die Versprechungen Großbritanniens betreffs der Gründung eines arabischen Königreichs nach dem Krieg nicht eingehalten. Auch als König des Hedschas (1916–1924) konnte sich Hussain gegen die Wahhabiten und Abd al-Aziz ibn Saud nicht behaupten. 1926 wurde das Königreich Hedschas mit dem Nadschd vereinigt und 1932 Teil des Königreichs Saudi-Arabien.